# Shelfordia luzonensis
Shelfordia luzonensis är en stekelart som först beskrevs av Cameron och Embrik Strand 1912.  Shelfordia luzonensis ingår i släktet Shelfordia och familjen bracksteklar. Inga underarter finns listade i Catalogue of Life.